# والتر یت‌نیکاف

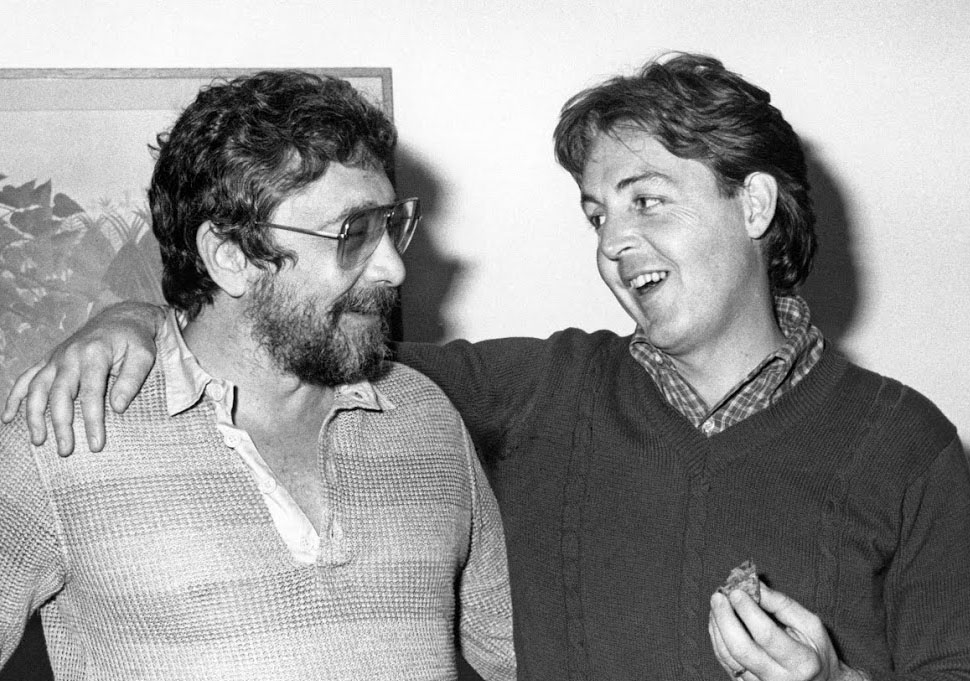
والتر یت‌نیکاف و پل مک‌کارتنی درحال خوشحالی

والتر یت‌نیکاف (به انگلیسی: Walter Yetnikoff) (زادهٔ ۱۱ اوت ۱۹۳۳ در بروکلین، نیویورک)؛ تهیه‌کننده موسیقی و رئیس سابق شرکت نشر آثار موسیقی به نام کلمبیا رکوردز بود. او در مدت ریاستش در شرکت کلمبیا رکوردز بر حرفه و موفقیت بسیاری از هنرمندان همانند مایکل جکسون، بروس اسپرینگستین و باربارا استرایسند تأثیر گذاشته بود.